# عنب المناقع
عنب المناقع  أو قِمَام شائع (بالإنجليزية: bog cranberry أو swamp cranberry)‏ هو نوع نبات من الفصيلة الخلنجية، له ثمار حمراء، وهو أصيل أمريكا الشمالية وأوروبا وآسيا. يعيش في المناقع الغابية.